# Prangos colladonioides
Prangos colladonioides är en flockblommig växtart som beskrevs av Carl Fredrik Nyman. Prangos colladonioides ingår i släktet Prangos och familjen flockblommiga växter. Inga underarter finns listade i Catalogue of Life.